# 霍耀良
霍耀良（英語：Clarence Fok Yiu-leung，1955年6月10日—2024年2月1日），香港導演、監製。他偶爾會在電影中客串演出。霍耀良曾憑著《再見七日情》入圍1986年香港電影金像獎最佳男配角獎。由他執導的《赤裸羔羊》更成為國際上的著名Cult電影經典。美國導演詹姆斯·岡恩指出《赤裸羔羊》對他的電影生涯影響深遠。

## 生平
霍耀良於香港理工學院設計學院畢業。1977年參加麗的電視訓練班，接受為期六個月的編導訓練，畢業後做助理編導。1978年轉投無綫電視當編導，1980年開拍他的首部電影《越南仔》於1982年才公映，1981年執導由陳百強、張國榮主演的《失業生》，同年霍耀良在無綫電視晉升為監製，其監製的電視劇有《荳芽夢》及《逐個捉》，1984年由於他希望全身在電影圈發展，故而與無綫解約。
霍耀良以急才勤快見稱，其中《急凍奇俠》是最早期的時空穿越題材，《紅場飛龍》是第一部在莫斯科拍攝的香港電影。他亦拍攝了兩部風格類型完全不同的三級片《赤裸羔羊》和《郎心如鐵》，是他最為人稱道的作品，亦曾出任麥當雄電影製作公司的創作策劃。
2000年以後，霍耀良多在中國內地拍攝電視劇，作品包括《七劍下天山》、《守着陽光守着你》、《天地姻緣七仙女》等。
霍耀良於2024年2月1日因腎癌及心臟病，於沙田醫院病逝，終年68歲。其死訊直至2025年3月6日才對外公佈。

## 電視劇作品

### 麗的電視/亞洲電視
- 1977年：《三少爺的劍》 (助理編導)
- 1978年：《追族》 (故事、服裝聯絡、助理編導、編導)
- 1978年：《十二生肖》 (策劃、助理編導)
- 1978年：《巨星》 (編導)
- 1998年：《縱橫四海》 (編導)

### 無綫電視
- 1979年 ：《天虹》 (編導)
- 1979年 ：《抉擇》 (編導)
- 1979年 ：《網中人》 (編導)
- 1980年 ：《勢不兩立》 (編導、片頭設計)
- 1980年 ：《上海灘》 (編導)
- 1980年 ：《輪流傳》 (編導)
- 1980年 ：《執到寶》 (編導)
- 1980年 ：《衝擊》 (編導)
- 1980年 ：《親情》 (編導)
- 1981年 ：《荳芽夢》 (編導、監製)
- 1981年 ：《前路》 (編導)
- 1981年 ：《逐個捉》 (監製)
- 1982年 ：《飛越十八層》 (編導)
- 1982年 ：《雙面人》 (編導)
- 1983年 ：《播音人》 (編導)
- 1983年 ：《警花出更》 (編導)
- 1983年 ：《奶奶早晨》 (編導)
- 1983年 ：《四海一家》 (監製)
- 1984年 ：《笑傲江湖》 (編導)
- 1985年 ：《挑戰》 (編導)

### 其他
- 2004年 ：《第101次求婚》
- 2004年 ：台灣華視《愛在星光燦爛時》
- 2005年 ：《七劍下天山》
- 2009年 ：《守着阳光守着你》
- 2010年 ：《天地姻緣七仙女》
- 2018年 ：《冒險王衛斯理》

## 電影作品

### 監製
- 1990年：紅場飛龍
- 1990年：快樂的小雞
- 1993年：少年衛斯理之天魔之子
- 1994年：男兒當入樽
- 1994年：少年衛斯理II聖女轉生
- 1994年：人魚傳說
- 1994年：愛情加油站
- 1995年：冒險遊戲
- 2014年：西遊記之大鬧天宮 (執行監製)

### 導演
- 失業生 (1981)
- 越南仔 (1982)
- 毀滅號地車 (1983)
- 第8站 (1984)
- 行錯姻緣路 (1984)
- 公子多情 (1988)
- 急凍奇俠 (1989)
- 八寶奇兵 (1989)
- 紅場飛龍 (1990)
- 赤裸羔羊 (1992)
- 龍騰四海 (1992)
- 少年衛斯理之天魔之子 (1993)
- 郎心如鐵 (1993)
- 黑豹天下 (1993)
- 少年衛斯理II聖女轉生 (1994)
- 冒險遊戲 (1995)
- 新喋血雙雄 (1996)
- 玩火 (1996)
- 愈墮落愈英雄(1998)
- 豹妹 (1998)
- O記三合會檔案(1999)
- 龍在邊緣 (1999)
- 唔該借歪!! (2000)
- 九龍皇后(2000)
- 驚天大逃亡 (2001)
- 絕色神偷(2001)
- 飛虎雄師(2002)
- 鬼眼刑警 (2006)
- 愛上屍新娘 (2006)
- 特殊身份（2013）
- 在一起（2013）

### 策劃
- 1986年：殭屍翻生
- 1987年：天賜良緣
- 1988年：黑心鬼
- 1989年：八寶奇兵
- 1999年：賭俠大戰拉斯維加斯

### 演員
- 1985年：再見7日情
- 1985年：警察故事
- 1986年：扭計雜牌軍
- 1987年：開心快活人
- 1987年：良宵花弄月
- 1987年：開心勿語
- 1987年：龍兄虎弟
- 1987年：A計劃續集
- 1989年：小小小警察
- 1999年：原始武器